# Оџаци
Оџаци су градско насеље у Србији и седиште истоимене општине у Западнобачком управном округу. Налази се налази на западу Војводине, у Панонској низији. Оџаци су највеће насеље у општини по површини и броју становника. Према попису из 2022. град има 7.556 становника. Већинско становништво чине Срби.
Оџаци се први пут помињу 1389. у земљишним књигама као  или . Касније 1522.  село се помиње као Kéménd. Оџаци су дуго времена били центар кудеље, због чега су добили назив Hаnfhausen (срп. Кућа конопље). Због бројних колонизација које су се десиле на простору данашњег града, Оџаци имају утицај разних култура. Данас Оџаци више нису велики индустријски центар. Град је данас домаћин многих међународних и домаћих привредних, културних и спортских манифестација.

## Називи
Име Оџаци је множина речи „оџак“, која је у српски језик дошла из турског језика (у српском језику се као алтернатива употребљава и реч димњак). У турској војној терминологији, реч означава војну посаду. На турском језику град се називао Odzlak, на немачком Hanfhausen и на мађарском Hódság (старији мађарски назив за град био је Kéménd, а овај назив се први пут помиње 1522. године и значи мали димњак). Каснији мађарски назив, Hódság, ушао је у мађарски из турског или српског језика.
Поред ове теорије постоји и теорија да су Оџаци добили име по босанском месту Оџак или по томе што су оџаци вирили из земуница и могли су се видети издалека.
Оџаци се 1579. године помињу и под турским именом Tatar Ocak. Забележено је да су тада имали двадесет и осам домова, од чега дванаест муслиманских.
Године 1389. село је евидентирано у земљишним књигама као  или .

## Географске особине

### Географски положај
За положај Оџака битан је положај на саобраћајној основи Нови Сад — Сомбор која има шири међурегионални значај и представља једну од варијанти спајања југоисточне са централном Европом. Положај Оџака одредио је саобраћајну рашчлањеност у чијем се средишту спаја неколико железничких кракова, од којих меридионална железничко-прометна осовина има доминантни, а остали саобраћајни правци регионални или локални значај. Југоисточни железнички крак из Новог Сада, и северни из Сомбора формирали су северни и јужни правац оџачком простору. Железнички крак у правцу Новог Сада има прворазредни супрарегионални значај, јер се ослања на главну железничку магистралу и преко Београда повезује са југоисточним деловима Балканског полуострва, у правцу Атине и Софије, и даље са Истанбулом и Малом Азијом. Северна саобраћајна линија директно се ослања на магистралу Суботица — Даљ- Винковци у правцу Загреба и Љубљане. Саобраћајна повезаност западног и северозападног дела оџачке општине изводи се преко Каравукова, секундарног саобраћајног чвора Оџака, и у правцу Богојева са ослонцем на већ споменуту магистралу Суботица — Сомбор — Даљ -Винковци. Каравуково је секундарни саобраћајни чвор Оџака, док се Богојево због свог положаја на главној магистрали појављује као засебан саобраћајни индивидуалитет. Преко Каравукова на оџачки саобраћајни чвор надовезује се и железничка линија из Бача и Бачке Паланке, чиме се формира западни југозападни саобраћајни систем оџачког простора, који спаја неколико саобраћајних праваца са рачвањем код Каравукова и Богојева.

### Рељеф
Основни облик овог региона настао је у олигомиоцену петрографским неогеним наслагама. Квартарни слојеви истичу континенталну фазу за коју су карактеристичне еолска ерозија и дефлација, као фазе флувио-ерозивних процеса. Из наведеног произилази да су квартарни спољашњи процеси најважнији у формирању морфолошких јединица Оџачког краја. Пружа се на крајњем западном делу општине Оџаци и у лучном повијању, тангенцијално додирује ток Дунава. Морфолошка издвојеност меридионална оријентација правца пружања, надморска висина на сектору комуне, која југозападно од Богојева износи 82 m, а у области Камаришта на Дунаву свега 80 m, рељефна неразвијеност, ниски инундациони терени, који су резултовали нижим економским потенцијалом, разнолик биљни и животињски свет, битне су физиометријске особине ове морфолошке јединице испитиваног краја.

### Клима
Клима у Оџацима је умерено-континентална. Просечна годишња температура износи 10,9 °C. Најхладнији је јануар са просечном температуром -0,3 °C, а најтоплији је јул са 21,4 °C. Апсолутни максимум се забележава у јулу и августу са 40 °C, док се апсолутни минимум забележава у јануару са -27 °C.
Укупна осунчаност у току године износи 2.014 часова, са јулом и августом као најсунчанијим, и децембром и јануаром као најмрачнијим данима.
Најчешћи ветрови су из правца севера и северозапада. На трећем месту по учесталости је југоисточни ветар (кошава).
Годишње падне просечно 612 mm падавина, а број дана са падавинама је 122. У просеку највећа количина падавина је у јуну 81 mm, а најмања количина падавина у фебруару 30 mm.
| Клима Оџака                                      | Клима Оџака | Клима Оџака | Клима Оџака | Клима Оџака | Клима Оџака | Клима Оџака | Клима Оџака | Клима Оџака | Клима Оџака | Клима Оџака | Клима Оџака | Клима Оџака | Клима Оџака |
| Показатељ \ Месец                                | .Јан.       | .Феб.       | .Мар.       | .Апр.       | .Мај.       | .Јун.       | .Јул.       | .Авг.       | .Сеп.       | .Окт.       | .Нов.       | .Дец.       | .Год.       |
| ------------------------------------------------ | ----------- | ----------- | ----------- | ----------- | ----------- | ----------- | ----------- | ----------- | ----------- | ----------- | ----------- | ----------- | ----------- |
| Апсолутни максимум, °C (°F)                      | 19 (66)     | 21 (70)     | 26 (79)     | 29 (84)     | 35 (95)     | 37 (99)     | 40 (104)    | 40 (104)    | 36 (97)     | 29 (84)     | 24 (75)     | 20 (68)     | 40 (104)    |
| Средњи максимум, °C (°F)                         | 4 (39)      | 6 (43)      | 12 (54)     | 18 (64)     | 23 (73)     | 26 (79)     | 29 (84)     | 29 (84)     | 24 (75)     | 18 (64)     | 10 (50)     | 4 (39)      | 17 (63)     |
| Просек, °C (°F)                                  | 0 (32)      | 1 (34)      | 6 (43)      | 11 (52)     | 16 (61)     | 19 (66)     | 21 (70)     | 20 (68)     | 16 (61)     | 11 (52)     | 5 (41)      | 1 (34)      | 11 (52)     |
| Средњи минимум, °C (°F)                          | −3 (27)     | −3 (27)     | 1 (34)      | 6 (43)      | 11 (52)     | 14 (57)     | 15 (59)     | 15 (59)     | 11 (52)     | 6 (43)      | 2 (36)      | −2 (28)     | 6 (43)      |
| Апсолутни минимум, °C (°F)                       | −27 (−17)   | −22 (−8)    | −20 (−4)    | −6 (21)     | 1 (34)      | 4 (39)      | 7 (45)      | 6 (43)      | 2 (36)      | −7 (19)     | −18 (0)     | −24 (−11)   | −27 (−17)   |
| Количина падавина, mm (in)                       | 37 (14,6)   | 30 (11,8)   | 36 (14,2)   | 45 (17,7)   | 60 (23,6)   | 81 (31,9)   | 66 (26)     | 53 (20,9)   | 54 (21,3)   | 47 (18,5)   | 54 (21,3)   | 47 (18,5)   | 612 (240,9) |
| Извор: Републички хидрометеоролошки завод Србије |             |             |             |             |             |             |             |             |             |             |             |             |             |

### Хидрографија
Воде овог дела Бачке се могу поделити на подземне и површинске. Подземне воде, у нижим пределима атара, се директно одражавају на услове и могућност искориштења плодног земљишта, али су и од приоритетног значаја за биљне заједнице. Главни извор питке воде у свим насељима општине је артешка издан. Површинске воде се углавном односе на реку Дунав и канал Дунав-Тиса-Дунав. Део тока Дунава који протиче кроз општину Оџаци износи 10 km, такође представља и природну границу са Републиком Хрватском. Почетком 20. века, на путу од Дунава према Богојеву, у природном процесу великих поплава створено је језеро Штранд. Језеро је окружено пешчаним плажама које се простиру на површину од 2 ha. На територији Оџака се налази и каналска мрежа Дунав-Тиса-Дунав и износи 43 km. Канали су пловни и омогућавају пловидбу разноликих половила. Канал се одликује и великом чистоћом у односу на друге делове канала у Бачкој. Предео око Оџака је такође богат и барама од којих је најзначајнија Холцер бара.

## Историјат места

### Праисторијски период
Праисторија Оџака и његове околине почиње пре скоро 7000 година у време неолита када се прве цивилизације досељавају на просторе Панонске низије. Сведочење о томе је археолошки локалитет Доња Брањевина у близини Дероња. Географски услови у Оџачкој околини су били повољни за насељавање праисторијских група посебно у периоду од краја последњег леденог доба и почетка Холоцена. Три морфолошке целине алувијалне равни, алувијалне терасе и лесне терасе нудиле су погодности за настанак првих насеља у околини данашњег града. Предност су биле и велике реке са значајним риболовним и комуникационим потенцијалом, али и окружење богато плодним земљиштем, шумама и дивљачи. Анализом сачуваних животињских врста утврђено је да више од 65% свих конзумираних врста припада домаћим врстама, углавном овци, кози и говечету. Свиња је у том периоду била мало гајена. Од дивљачи најзаступљенији су били дивље говече, дивља свиња, црвени јелен и срндаћ. О изгледу самог станишта нема детаљнијих потврда. Откриће јама стубова у низу и блатног премаза указује да су као станиште могла служити једноставне колибе. Са друге стране пронађен је велики број керамичких посуда са богатом декорацијом, обиље ритуалних предмета и жртвеника, разноврсни коштани и камени алати и накит. Посебну занимљивост представља камено оруђе, пре свега зато што се извор те сировине за њихову изградњу налазио далеко од самог насеља. Чињеница је да је камен био увозна роба, чиме би се даљим проучавањем овог локалитета могло доћи до контакта и путева доношења тих сировина.

### Оснивање Оџака
Оџаци се први пут помињу 1389. у земљишним књигама као Odos или Hodos. Касније 1522. године село се помиње као Kéménd. Након Мохачке битке Оџаци припадају Отоманском царству скоро 200 година. Град се 1579. године зове Tatar Ocak. Оџаци се тада помињу као насеље у Бачкој које су основали Турци за време војних операција које су водили у јужној Угарској. О пореклу имена насеља постоји више теорија, једна од њих је да име води порекло од имена турског војног одреда који је боравио на простору насеља, постоји и теорија по којој име води порекло од турске речи за димњак, (због димњака који су вирили из земуница првог насеља), као и да су Оџаци добили назив по босанском Оџаку одакле је у 16. веку досељено 7 српских породица. У 17. веку Оџаци су опустели, становништво се под притиском великих дажбина, наплаћиваних за војне потребе и рата, махом иселило на север. Током 18. века насеље је обновљено и тада у Оџацима живи око стотинак српских и шокачких породица. Власти Хабзбуршке монархије одлучују да колонизују овај простор немачким колонистима, што доводи до присилног исељавања староседелачког становништва (Срба и Шокаца).

### Долазак немачких колониста
Колонизација Оџака немачким живљем почиње 1755. године када се доноси одлука о насељавању 300 немачких породица и подразумевало је присилно исељење тадашњег становништва. Такође постоји и мишљење да су Срби због великих дажбина сами затражили да се иселе. Немачки колонисти од власти Хабзбуршке монархије добијају земљиште за градњу кућа, онолико земље колико су могли да обрађују, семе итд. Осим тога добијају статус слободних царских поданика, па су тако кметови међу њима ослобођени својих обавеза. Колонисти који су населили Оџаке били су већином из немачких области: Бадена, Шварцвалда, Алзаса, Лорене, Хесена итд. У своје ново место боравка долазили су Дунавом, бродовима познатим под именом Улмске кутије пловили су преко Беча и Будимпеште до Апатина где су се искрцавали. Први колонисти стигли су 1756. године, међу којима је био и барон Котман, власник поседа. За време владавине Марије Терезије 1756. године град добија статус варошице.

### Оџаци — центар кудеље
Досељени колонисти углавном су се бавили пољопривредом. Њиховим доласком почиње и масован узгој конопље иако се по неким турским дефтерима гајење конопље спомиње још у време кад су они владали овим просторима. Земљиште у Оџацима и околини било је идеално за гајење ове биљке, чему је највише доприносила река Мостонга која се често изливала и плавила околна подручја. Такође Мостонга је била идеална за мочење конопље. Производњу је иницирао барон Котман који је известио Беч да конопља добро успева на територији новосаграђених колонистичких насеобина. Он је окупио произвођаче кудеље, обезбедио им средства за рад и обавезао се да ће од њих откупити 5.000 лаката тканине годишње. Производња се касније омасовила, и Оџаци постају један од највећих центара за производњу кудеље у Европи. 1779. године почиње да се одржава вашар кудеље, који временом добија на значају. 1907. године отвара се фабрика за прераду кудеље и производњу ужади, отварају је чланови имућне породице Ертл (Франц и Јохан) по узору на сличну фабрику у Сегедину. Од почетних 200 радника фабрика се брзо развија и већ 1929. достиже цифру од 880 запослених. Временом производња се шири па се осим ужади производе и јутани теписи, а од 1933. и вунена и свилена тканина.

### Развој Оџака
Од досељавања првих колониста вртоглави привредни развој Оџака који се пре свега ослањао на производњу кудеље пратио је и друштвени развој места. 1762. године основана је прва школа, на немачком језику. Прва црква саграђена је 1764. године, али од ње није сачуван никакав траг. Локална самоуправа је основана 1766. године. Први судија у Оџацима је био Јозеф Гајгер из Шутертала. 1818. године одржана је прослава поводом постављања темеља нове цркве која је завршена 1821. године. 1813. године Оџаци добијају привилегију одржавања недељног сајма и два годишња вашара и добијају статус трговишта. За време Мађарске револуције 1849. године Оџаци су морали да плате казну од 50.000 златника Мађарској због наводног помагања непријатељима, што је довело до великог дуга Оџака. 1871. године оснива се срески суд, 1879. служба земљишних књига, 1884. служба кнеза (први оџачки кнез био је Јозеф Виси). Први парни млин је саградио Оџачанин Ертл 1876. године. Прва штампарија основана је 1887. године, основао је Јозеф Фистер Прва задруга је основана 1890. године. У Оџацима у то време раде два новчана завода: Оџачка штедионица и Оџачка каса узајамне помоћи, а 1897. основана је и пореска служба. 1895. године завршена је изградња пруге Нови Сад-Баја која пролази кроз Оџаке, а исте године кроз место је прошао и први воз. Другу штампарију у Оџацима је основао Јохан Раб 1898. године. 1899. године у оквиру самостана у Оџацима изграђено је прво дечје забавиште које је 1936. године премештено у нову модернију зграду коју је изградио власник Фабрике канапа и ужарије Јохан Ертл. 1906. Фирма Ертл и Шверер (такође делом у власништву породице Ертл) отвара прву електричну централу за потребе свог млина и тако долази и до електрификације места. 1911. године у Оџацима основан је фонд за изградњу грађанске школе, прикупљено је 70.000 круна, али је изградња школе одложена због Првог светског рата. 1917. године прикупљено је још 300.000 круна и школа почиње са радом, првобитно у кући породице Краус, па у кући породице Брунер и коначно се 1927. премешта у нову зграду направљену по нацрту архитекте Јозефа Швера, такође 1917. године са радом је почела пруга Суботица - Оџаци која је отварала пут до Будимпеште и централне Европе. Фердинанд Бехер је са својим синовима основао прву фабрику сатова 1926. године. Прва четворогодишња школа је отворена 1927. године.

### Први светски рат
Пре избијања Првог светског рата Оџаци су били у саставу Аустроугарске. Како су тада већинско становништо Оџака чинили Немци и Мађари на територији општине Оџаци није било већих борби. У ратном периоду у Оџацима се отвара војни лазарет у згради основне школе у којем су лечени рањеници донесени са фронта. У Првом светском рату погинуло је 162 Оџачана. Након завршетка Првог светског рата Оџаци постају део Краљевства Срба, Хрвата и Словенаца. Немачко и мађарско становништво није било расељено, али су придошли становници били већински српске националности, па самим тим Немци и Мађари губе статус већине у Оџацима.

### Други светски рат и Културбунд
Године 1920. основан је Културбунд, немачка националистичка организација, која је била почетно замишљена као неполитичка организација која делује на подручју целе Краљевине Југославије, а имао за циљ да чува и развија немачку културу и језик. Организација је два пута забрањивана: први пут 1924. године, други пут током Шестојануарске диктатуре. Први огранак Културбунда у Бачкој формиран је 1920. године у Парабућу (Ратково). 1930. године дозвољен је рад Културбунда. Доласком Адолфа Хитлера на власт у Немачкој деловање Културбунда се радикализује и прихватају се национал-социјалистичке идеје унутар организације. Из године у годину број чланова расте, посебно након 1939. године и почетка Другог светског рата. Током рата организација јача и постаје главни организатор друштвеног живота у немачким местима у Бачкој, између осталих и у Оџацима. Такође организује одлазак младих Немаца у Вермахт и СС јединице. После инвазије снага Трећег рајха на Југославију, територија Бачке окупирана је од стране мађарске војске. Током окупације вршен је систематски прогон: Срба, Јевреја, Рома, као и политичких неистомишљеника свих националности од стране мађарске војске и жандармерије.
Након окупације насеља Оџаци нова мађарска власт је имала посебан третман према припадницима других нација, вероисповести и раса. Повластице су имали само припадници немачке и мађарске националности. У најнеповољнијем положају су били Срби, Буњевци, Словаци, Роми и Јевреји. Посебан третман су имали припадници Срба који су се у Оџаке доселили након Првог светског рата. Они су масовно одвођени у логоре, а највећи логор за српске колонисте је био мађарски логор у Шарвару. Остали су били прво одвођени у логор у Оџацима, који се налазио у Грађанској школи. Логор у Грађанској Школи је био подређен већем логору у Бачкој Паланци. Након одбијања Немаца да служе мађарској војсци уследио је договор између Хитлера и Хортија, по ком је договорено да Немци могу служити војску у добровољачким СС јединицама. У првих месец дана је прикупљен велики број добровољаца и њихов испраћај је направљен 27. марта. Млади Немци су оформили омладинске чете Фолксбундоваца, окупљени око организације Дојче Маншафт који су малтретирали Немце који се нису добровољно пријавили за служење у СС јединицама.
Оџаци су за време Другог светског рата били окупирани од стране Сила Осовине и поверени Мађарској. Од стране Титових партизана 23. новембра 1944. године у Оџацима, на путу према Каравукову, се догодио масакр. Тада су убијене 183 особе, 181 мушкарац и 2 жене, а једна особа је успела да побегне. Убијени су били цивили немачке националности. Један од њих је био и Франц Ертл, један од важних грађана Оџака, власник Фабрике ужарије и канапа. Породице Франца Крауса, Ладислава Колмана и Ханса Петка су поштеђене на инсистирање Српског савета. Два дана касније 25. новембра 1944. године извршено је још једно стрељање Немаца, ово дело је почињено од стране крајишке-партизанске бригаде. Тада је убијено 212 немачких мушкараца, стрељање је извршено на путу према Филипову (Бачком Грачацу). Убијени су били становници Филипова.
Дана 26. децембра 1944. године, 61 мушкарац и 101 жена су депортовани у Русију на принудни рад. До 18. јуна 1945. године припадници немачког народа су били у логору где су многи и преминули. У периоду од 1944. до 1949. године страдао је 571 цивил, у стрељањима или у логорима.

### Ослобађање Оџака
Ослобођење коначно долази 22. октобра 1944. године. Оџаке су ослободиле Војвођанске бригаде заједно са јединицом Црвене армије. Озбиљније борбе са мађарским жандарима водио је Бачкопаланачки одред 17. октобра између Парабућа (Раткова) и Оџака. На сам дан ослобођења није било отпора као ни дочека ослободиоца пошто је место било углавном насељено немачким живљем који су се већином повукли заједно са немачком војском и напустили земљу, а прва колона је кренула још 9. октобра. Један број Немаца је остао, они су интернирани у логоре да би касније такође напустили земљу и преселили се махом у Аустрију и Немачку.
По ослобођењу ових крајева долази до Батинске битке, највеће битке на овим просторима у којој војници Црвене армије и Војвођанских бригада под командом потпуковника Срете Савића успевају да поразе немачке снаге које су бројале чак 60.000 војника, пређу Дунав и ослободе Дарду и Бели Манастир, чиме су немачке снаге потиснуте на територију Мађарске.

### Обнова Оџака
По завршетку Другог светског рата долази до колонизације становништва из мање развијених крајева државе у Војводину, како би се населио простор на ком је пре рата живела немачка национална мањина. У општини Оџаци углавном су насељени колонисти из јужне Србије. Први колонисти који су стигли у Оџаке су били из Заплања. Они су у Оџаке стигли возом 10. фебруара 1946. године, тада је дошло 45 породица са 228 чланова. Месна комисија је одмах организована и њима су на располагање били додељени домови у којима су живели протерани Немци, као и земља коју су поседовали. Храну и покућство новим становницима су обезбедили УНД и Антифашистички фронт жена. Нови колонисти су долазили током целе 1946. године и укупно је досељено 459 породица са 2454 чланова. Оџаци су насељени са породицама из Заплањског, Нишког, Сврљишког, Бањског, Моравског и Алексиначког среза. У Каравукову су насељени колонисти из Врањске котлине и Горње Пчиње, у Раткову из Топлице и околине Лесковца, у Српском Милетићу из Јабланице, Власотинаца и Суве реке, у Дероњама из околине Пирота, а у Оџацима из околине Пирота и Ниша. У Бачки Брестовац и Бачки Грачац насељени су колонисти из Босне и Лике. Након завршетка колонизације уследила је обнова основних установа и стварање првих друштвених организација. Организоване су сељачке радне задруге од земље која је била додељена колонистима, која је остала у њиховом власништву, али је била обрађивана од стране задруге. Неки колонисти су се вратили у стари завичај, јер им се није свидео овај принцип као ни поднебље на које су се доселили. Највећи део је остао тако да сада Оџаци место сусрета различитих култура, фолклора и менталитета.

## Политичко и административно уређење
Оџаци имају статус градског насеља и седиште су општине Оџаци. Органи власти у Оџацима су Скупштина општине Оџаци, Председник Општине, Општинско веће, Општинска управа и независна регулаторна тела.

### Скупштина општине
Скупштина општине је представнички орган који врши основне функције локалне власти, утврђене уставом, законом и статутом. Скупштину општине чине 27 чланова.
Председник Скупштине Општине Оџаци је Горан Ђаковић, а његов заменик Александра Ћирић.

### Председник општине
Председника општине бира Скупштина општине из реда одборника на период од четири године, тајним гласањем, већином гласова од укупног броја одборника. Председник Скупштине општине предлаже кандидата за председника општине.
Председнику општине и заменику председника општине, избором на ове функције, престаје мандат одборника у Скупштини општине. Председник општине и заменик председника општине су на сталном раду у општини.
Председник Општине Оџаци је Латинка Васиљковић, а његов заменик Мирослав Кондић.

### Општинско веће
Општинско веће бира Скупштина општине на предлог председника општине, на период од четири године и оно утврђује предлог одлуке о буџету општине, врши надзор над радом општинске управе, поништава или укида акте општинске управе који нису у сагласности са законом, статутом и другим општим актом или одлуком коју доноси скупштина општине, решава у управном поступку у другом степену о правима и обавезама грађана, предузећа и установа и других организација из изворног делокруга општине.
Општинско веће Оџака броји 11 чланова, а њиме председава Председник Општине оџаци Латинка Васиљковић.

### Општинска управа
Општинска управа је стручно-извршна служба, која непосредно спроводи прописе општине, као и републичке законе и друге прописе чије извршење је поверено општини, припрема нацрте одлука и других аката које доноси Скупштина општине и Председник општине и врши стручне послове које јој повери Скупштина општине и Председник општине.

### Насеља општине
У насељима Општине Оџаци се врше одређени послови локалне самоуправе утврђени Статутом општине. Грађани учествују у вршењу послова општине преко изабраних одборника у скупштини општине, путем грађанске иницијативе, збора грађана и референдума, у складу са Уставом, законом, Статутом општине и актима општине.
Списак насеља:
| Име                                   | Површина () | Становништво (1991) | Становништво (2002) | Становништво (2011) |
| ------------------------------------- | ----------- | ------------------- | ------------------- | ------------------- |
| Бачки Брестовац                       | 56          | 3.737               | 3.698               | 2.930               |
| Бачки Грачац                          | 30.6        | 2.924               | 2.993               | 2.369               |
| Богојево                              | 38.3        | 2.310               | 2.240               | 1.760               |
| Дероње                                | 54.2        | 2.889               | 2.913               | 2.598               |
| Каравуково                            | 60.5        | 5.607               | 5.089               | 4.360               |
| Лалић                                 | 35.6        | 1.699               | 1.702               | 1.423               |
| Оџаци                                 | 49.3        | 10.567              | 10.108              | 9.021               |
| Ратково                               | 51.6        | 4114                | 4.230               | 3.462               |
| Српски Милетић                        | 37.7        | 3.663               | 3.675               | 3.173               |
| Укупно                                | 411         | 33.847              | 32.841              | 31.096              |
| Извор: Републички завод за статистику |             |                     |                     |                     |

### Обележја Оџака
Званично обележје које користи општина је псеудохералдички амблем. Елементи амблема су: класје, лабораторијска посуда, име општине и године 1557. и 1944 (види слику). Један од елемената амблема је била и црвена петокрака која је уклоњена након пада комунизма. Историја Оџака познаје и стари грб чији је мотив био арханђел Михаило, но он је пак пао у заборав и више није у употреби.

### Празници и награде
У Оџацима се 22. октобра слави Дан општине, познат као Дан ослобођења и колонизације општине, ослобођење Оџака од мађарске и немачке окупације у Другом светском рату. Трг у Оџацима на коме се раније славио Дан општине такође носи назив 22. октобар.
Општина додељује звање почасног грађанина Општине. Награде и друга признања и звања почасног грађанина се додељују поводом Дана Општине.

## Становништво
У насељу Оџаци 2011. живело је 9021 становника, а просечна старост становништва износила је 43 године (41 код мушкараца и 44,9 код жена). У насељу има 3352 домаћинстава, а просечан број чланова по домаћинству је 2,63. Према попису становништва из 2011. године, Оџаци имају 9021 становника. Према етничким групама, становници Оџака су се изјаснили као Срби (7487), Југословени (53), Црногорци (48), Роми (96), Хрвати (102), Словаци (125) и Мађари (229).
| Година пописа  | 1869. | 1900. | 1910. | 1931. | 1948. | 1953. | 1961. | 1971. | 1981. | 1991. | 2002. | 2011. |
| Бр. становника | 3908  | 4335  | 5403  | 5929  | 6607  | 7266  | 7841  | 9052  | 9933  | 10567 | 10108 | 9021  |

Према верској структури већину становништва чине хришћани, припадници православне и католичке вероисповести. Знатан је удео агностика, атеиста и неопредељених. Од осталих религија најзаступљенији је ислам. Три најбројније верске заједнице су православци 83,97%, затим следе католици 7,07% и протестанти 2,68%.
Од укупног броја становника у Оџацима било је (49,43%) мушкараца и (50,57%) жена, што представља однос мушкараца и жена 978:1000. Просечна старост становништва била је 43,7 година, мушкараца 42,7 година, а жена 45,0 година. Удео особа старијих од 18 година је 84,2%.
| Етнички састав 2002.‍ | Етнички састав 2002.‍ | Етнички састав 2002.‍ | Етнички састав 2002.‍ | Етнички састав 2002.‍ |
| -------------------- | -------------------- | -------------------- | -------------------- | -------------------- |
|                      |                      |                      |                      |                      |
| Срби                 | Срби                 |                      | 7.665                | 84,97%               |
| Мађари               | Мађари               |                      | 235                  | 2,60%                |
| Словаци              | Словаци              |                      | 125                  | 1,42%                |
| Хрвати               | Хрвати               |                      | 128                  | 1,16%                |
| Роми                 | Роми                 |                      | 98                   | 1,09%                |
| Југословени          | Југословени          |                      | 54                   | 0,60%                |
| Црногорци            | Црногорци            |                      | 48                   | 0,54%                |
| Немци                | Немци                |                      | 33                   | 0,37%                |
| Албанци              | Албанци              |                      | 25                   | 0,28%                |
| Русини               | Русини               |                      | 15                   | 0,17%                |
| Румуни               | Румуни               |                      | 15                   | 0,17%                |
| Македонци            | Македонци            |                      | 13                   | 0,15%                |
| Словенци             | Словенци             |                      | 13                   | 0,15%                |
| остали               | остали               |                      | 572                  | 6,34%                |

| Верска структура Оџака 2002.‍ | Верска структура Оџака 2002.‍ | Верска структура Оџака 2002.‍ | Верска структура Оџака 2002.‍ | Верска структура Оџака 2002.‍ |
| ---------------------------- | ---------------------------- | ---------------------------- | ---------------------------- | ---------------------------- |
|                              |                              |                              |                              |                              |
| Православци                  | Православци                  |                              | 7.575                        | 83,97%                       |
| Католици                     | Католици                     |                              | 637                          | 7,07%                        |
| Протестанти                  | Протестанти                  |                              | 241                          | 2,68%                        |
| Атеисти                      | Атеисти                      |                              | 88                           | 0,98%                        |
| Остале хришћанске религије   | Остале хришћанске религије   |                              | 18                           | 0,20%                        |
| Муслимани                    | Муслимани                    |                              | 9                            | 0,11%                        |
| Агностици и неопредељени     | Агностици и неопредељени     |                              | 2                            | 0,03%                        |
| Источњачке вероисповести     | Источњачке вероисповести     |                              | 1                            | 0,01%                        |
| Остале вероисповести         | Остале вероисповести         |                              | 436                          | 4,84%                        |

## Привреда
Примарна грана оџачке привреде су биле пољопривреда и индустрија. Ратарска производња остаће и даље носилац пољопривредне производње. Површине под житарицама и стабилност приноса на високом нивоу истицали су на производње житарица. Код индустријских култура долазило је до одређених осцилација у површинама, углавном, због отежаних услова реализације и мање стимулативних откупних цена. Изузетак би представљала производња шећерне репе. На сточарску производњу неповољно су деловала стална тржишна колебања и нестабилне цене. Индустрија општине састоји се од шест индустријских грана: текстилне, металне, хемијске индустрије, индустрије грађевинског материјала, поздер-плоча и прехрамбене индустрије. Доминантни значај је имала текстилна индустрија, али у корист тенденциозном константног померања индустријске структуре у корист хемијске индустрије она је преузела водећу улогу. Хемијска индустрија је била конкурентнија од текстилне, у погледу потражње и цене.
Година развила се текстилна, хемијска и машинска индустрија. Значајни извозни резултати су постигнути у хемијској индустрији, као и у производњи и извозу машина и опреме за пољопривреду, како за домаће тако и за инострано тржиште. На скоро 2.000 хектара шума омогућен је развој ловног туризма и привлачи велики број страних туриста. Развој привреде је повећао и стопу запослености и допринео је стварању бољих услова за живот грађана. Привреда Оџака оријентисана је на бивше републике Југославије, али и на земље Европске уније, као што су Немачка, Италија и Бугарска. У Србији Оџаци привредно гравитирају ка Новом Саду и Бачкој Паланци.

### Привредни напредак Оџака до деведесетих година 20. века
Развијане су индустријске гране за које је у општини постојала сировинска основа, као што су: текстилна индустрија са производњом синтетичких предива, производња, млевење и прерада житарица, производња хлеба и пецива, као и прерада млека и производа млечних производа, производња сточне хране. Производња је прекинута у последњих десетак година, па су производни капацитети остали ван функције.
Санкције Југославији деведесетих су највише погодиле Оџаке, велика предузећа Оџака нису имала могућност да пласирају своје производе и извозе их у иностранство. Последице су биле многобројне: отпуштен је велики број људи, опрема у предузећима је застарела, а чак су и неке фабрике које су биле понос општине престале са радом. Престанак рада већих предузећа узроковао је велику стопу незапослености, смањење производне активности, губитак тржишта и изостанак технолошких иновација.

### Почетак приватизације
Процес приватизације у Оџацима је био исти као и у Србији, спор и без одговарајућег социјалног програма и програма запошљавања. Највећи проблем приватизације у Оџацима су неуспеле приватизације које се огледају у поништењу приватизације, отпуштању радника, паду производње и напуштању основне делатности. Приватизована предузећа су реструктурирана, па је већина радника остала без посла, постојећи производни погони су постали складишта и откупне станице, те не могу служити за запошљавање. Приватизација АТП „Саобраћај” извршена је 2003. године, крах овог предузећа достигнут је пожаром на аутобуској станици крајем 2015. године.
Хемијска индустрија преовлађује у Оџацима, чији је носилац “Хипол” и мања предузећа која се баве прерадом пластике “Бонел”, ”Дунапласт”, ”Полинс”, ”Грајнер”. Машинска индустрија ”Пољострој” са производњом пољопривредних машина. Занатске радње за штампу и конфекционирање амбалаже. Изградња грађевинске галантерије, израда намештаја, одевних предмета. Са радом је почела и текстилна индустрија, као и прехрамбена индустрија.

## Култура
Оџаци се одликују првенствено својом шароликошћу: националном, културном, верском и др. Управо ова шароликост може се видети на бројним туристичким манифестацијама које се током године одржавају у свим насељима општине. Свака од њих је јединствена и посебна, а поједине претендују да прерасту у традиционалне манифестације које својим значајем превазилазе границе општине Оџаци.

### Уметници из Оџака
Међу књижевницима, сликарима и глумцима из Оџака као најзначајнији се истиче Јован Хаџић, књижевник и политичар, који је немачку основну школу 1810. године завршио у Оџацима. Био је међу најобразованијим и најистакнутијим Србима свог времена, а 1826. године у Пешти је са неколико знаменитих Срба основао Матицу српску, чији је био први председник. Затим су ту и Атанасије Николић славни математичар, песник, писац, позоришни редитељ и глумац који је са Јованом Стеријом Поповићем основао прво позориште 1841. године у Београду, Театар на Ђумруку, као и Милка Гргурова прва професионална глумица у Србији, “српска Сара Бернард”. У Оџацима је рођен и писац Радомир З. Путник који је такође и драматург, театролог, позоришни и књижевни критичар. Ту су и сликари Карол Милослав Лехотски, први школовани сликар, и Рафаило Георгије Момчиловић сликар из редова Српске православне цркве. Песници Јован Берић, Ђена Павловић, чија је поема “Ситна књига од Крајине Марку, Шаље му је на кољено: Оџачанин Ђемо” и социјални песник Прока Јовкић. Слободан Тркуља српски музичар, мултиинструменталиста, композитор и певач грленог и византијског стила који је из Оџака. Такође у Оџацима је живела и глумица Југослава Драшковић.

### Манифестације у Оџацима
Национална, верска и културна шароликост одликују Оџаке. Управо ова шароликост може се видети на бројним туристичким манифестацијама које се током године одржавају у Оџацима. Почетком године, у јануару, се организује ломљење божићне чеснице у Храму Спаљивања моштију Св. Саве и дочек Нове године по Јулијанском календару на платоу испред Спортско-пословног центра. На платоу свирају локални бендови, док у поноћ долазак Нове године обележава ватромет. У марту се организује Хаику фестивал. Традиционално фестивал има своју форму: расписивање конкурса, избор селектора од стране организационог одбора, одабир радова, штампање Зборника и на крају додела награда и представљање песника. Ово је најстарији и најважнији фестивал ове врсте у земљи. Зборник радова који прати цео догађај је архив који је институт за јапанологију уврстио у свој фонд. Кинолошко друштво Оџака организује ЦАЦИБ Међународна изложба паса свих раса у априлу, а истог месеца Мото Клуб Оџаци организује Мото фест. Поред ове две манифестације у априлу се испред Спортско-пословног центра одржава презентација понуде општине Оџаци кроз промоцију спорта, лова, риболова, културе и гастрономије под називом Оџаци на длану. На велики петак испред Храма Спаљивања моштију Св. Саве се осликавају ускршња јаја. Јун такође има две манифестације Дан Дунава и Фијакеријаду. До краја године се између осталих издвајају Међународни фестивал меда, Оџачка ракијада, Златни котлић, Интернационални карате турнир Златна песница и ИМАФ Међународни фестивал мултимедијалне уметности.
Неке од манифестација су:
| - Ломљење божићне чеснице - Дочек Нове године - Хаику фестивал - ЦАЦИБ Међународна изложба паса свих раса - Оџаци на длану - Осликавање ускршњих јаја - Фијакеријада | - Мото фест - Дан Дунава - Међународни фестивал меда - „Златни котлић“ општине Оџаци - Интернационални карате турнир „Златна песница“ - Оџачка ракијада - ИМАФ Међународни фестивал мултимедијалне уметности |

### Музеј, галерија и библиотека
Музејска јединица Народне библиотеке Бранко Радичевић основана је 1979. године. Преко 600 предмета из периода од турског до краја 20. века припада историјском одељењу. Међу њима најинтересантније су збирке: колонизација, школство, Оџаци до Првог светског рата и збирка текстилија. Археолошко одељење поседује материјал, хронолошки заступљен у свим фазама, од најстаријег-ранонеолитског до аварског и средњовековног. Најпознатији је ранонеолитски локалитет Доња Брањевина, а најпознатији предмет је статуа Црвенокосе богиње која спаја мушку и женску плодност.
У Оџацима постоје две галерије Атеље 025 и Галерија МАС. Галерија МАС већ души низ година учествује у Ноћи музеја у којој учествује преко 200 музеја, галерија и изложбених простора у 65 градова у Србији. Такође се у Галерији МАС одржава и ИМАФ Међународни фестивал мултимедијалне уметности.
Народне библиотеке Бранко Радичевић је општинска библиотека и ради у десет одељења у свим селима и у самим Оџацима. Библиотека је организатор многих културних дешавања: Месец књиге- најстаријег ликовно-литерарног конкурса, Хаику фестивал, многобројне ликовне изложбе. Посебно се залаже за афирмацију локалних писаца.

### Образовање
У Оџацима се налазе две основне школе ОШ Мирослав Антић и ОШ Бранко Радичевић. 
Након ослобођења Оџака основана је Државна нижа гимназија, која се касније развила у Гимназију Јован Јовановић Змај, данас је то Гимназија и економска школа Јован Јовановић Змај. Поред ње у Оџацима постоје још две средње школе Техничка школа и приватна средња школа Питагора, као и одељење ниже музичке школе "Петар Коњовић" и факултета за услужни бизнис ЕДУКОНС.

### Архитектура и урбана структура
У ширем простору равничарске Бачке Оџаке истичу старији делови града заједно са новоподигнутим и реконструисаним комплексима. Како се град развијао дошло је до промене архитектонске структуре, на периферији и централним деловима. Те промене проистичу из компактне изградње нових блокова.
Прве грађевине у Оџацима су приземне архитектуре, иако је током 19. и 20. века дошло до реконструкције ових објеката они су садржали своју приземну архитектуру и чине 98% свих архитектонских објеката.
Само језгро града се темељи на ортогоналном систему. Језгро града сачињавају четири уздужне и три трансверзалне улице.
Најстарији сачувани објекат у Оџацима је црква св. Михаила, грађена у периоду од 1818. до 1821. године у барокном стилу. Копија слике св. Михаила, италијанског уметника Гвида Ремија, се налази у апсидалном делу ове цркве.

### Спорт
Први фудбалски клуб у Оџацима основан је 1919. године под именом Оџачки шпортски клуб, а наступа на стадиону Иво Лола Рибар. Године 1928. основан је и тениски клуб који је био један од фаворита на тениским такмичењима у тадашњој држави. Тениски клуб је располагао са 5 тениских терена. Између два рата у Оџацима је радило Соколско друштво део Сокола Краљевине Југославије, а одржан је и Соколски слет.
Град је сада седиште неколико спортских клубова најзначајнији су фудбалски клуб Текстилац који се такмичи у Првој лиги Србије, затим ОФК Оџаци, кошаркашки клуб Оџаци, карате клуб Младост, женски рукометни клуб Оџаци, одбојкашки клуб Оџаци, шаховски клуб Младост. Поред њих постоје и клубови у стрељаштву и стреличарству као и тениски и стонотениски клуб.
Најуспешнији и најпознатији спортисти Оџака
| - Бранислав Трајковић - Александар Давидов - Милан Давидов - Милан Белић - Лазар Чордашић - Зоран Ћирић - Миодраг Радовић - Жарко Вучуровић | - Жељко Вучуровић - Милијан Боцка - Јово Станојевић - Горан Шкундрић - Бојан Михајловић - Дамир Михајловић - Душан Вемић - Владимир Филиповић |  |

### Медији
У Оџацима сада постоје две радио станице Радио Оџаци и ББ Радио, некада Блу Радио. Новине које излазе на сваке две недеље Наше новине. Такође некадашњу оџачку телевизију је заменио Канал 25, сада једина телевизијска станица у Оџацима.

## Знаменитости Оџака

### Црвенокоса богиња
Статуа је пронађена 1989. у археолошкој сонди величине 6x6 m. Ова фигурина је посебна због своје монументалности у односу на сличне налазе. Њена висина износи 38 cm, прави је див у поређењу са до сада пронађеним некомплетним статуетама истог типа, чија висина не прелази 15 cm. Јединствена је у свету, премда неки археолози оспоравају значај овог налаза. Ако свему додамо да су у њој сједињени симболи женске и мушке плодности, инвенција тадашњег уметника, пре више од 7.000 година, изазива усхићење. Гледана у целини, статуета делује генијално. Црвенокоса богиња и поред видно изражених атрибута женске плодности истовремено је и симбол мушке плодности јасно приказан тестисима и фалусом. Остаци ранонеолитског ратарског насеља откривени су још 1965. године, када су грађени насипи против поплаве, на месту где Дунав прави велику окуку, између села Дероња и Каравукова. Ту се затекао и археолог аматер Сергеј Кармански, који је приметио у земљи остатке необичне грнчарије. Зауставио је багер и почео да копа. Сергеј Кармански је, са пуно пожртвовања, спасавао ово археолошко налазиште. Радио је са многим археолошким екипама. Био хваљен и оспораван, али несумњиво заслужан што су проналасци са локалитета Доња Брањевина, постали доступни домаћој и светској научној јавности. Захваљујући њему Оџаци су добили Музејску јединицу чију је изложбену поставку посетило хиљаде људи, а град и општина постали препознатљиви по Црвенокосој богињи.

### Верски објекти
Оџаке красе бројни сакрални објекти. Сваки од њих одише својственом лепотом и складношћу градитељских линија, а посебан утисак оставља дубок одјек звона са црквених торњева који се пружа над равницом.
У самом граду налази се низ сакралних објеката од којих је неколицина под заштитом државе.
Осим наведених сакралних објеката који се налазе под заштитом државе Оџаке красе и друге цркве које такође поседују одређен културноуметнички и историјски значај.

#### Храм Спаљивања моштију Св. Саве у Оџацима
У Оџацима се налазе две цркве, Храм Спаљивања моштију Св. Саве у Оџацима који представља најмлађи сакрални објекат у општини чија је изградња почела 1989. године. Пројекат цркве, дуге 24, широке 12 и високе 12 m урадио је у српско-византијском стилу, архитекта Радослав Прокић из Крагујевца.
Октобра 1993. године, на упражњену парохију у Оџацима Епископ Иринеј поставља јереја Горана Артуковића, који заједно са Црквеним одбором преузима велику одговорност око изградње новог храма. У почетку храм се гради захваљујући прилозима верника, као и предузећа, а касније житељи Оџака прилажу путем месног самодоприноса. Редовна богослужења почела су на дан Светог Архангела Михајла 1993. године, 1996. године подигнути су на храм и освећени нови крстови. Крстове је осветио Епископ Бачки господин Иринеј Буловић као и освећење храма које је обављено 2002. године. Изградња парохијског дома започета је 2014. године.
На месту садашњег храма 18. августа 1946. године каменован је епископ бачки Иринеј Ћирић. Епископ Иринеј је на Преображење 1946. године дошао у Оџаке ради освећења новоподигнуте цркве. Када је епископ Иринеј у архијерејској одежди изашао из храма и кренуо у литију око цркве, неколико људи је почело да баца камење на њега. Један камен га је погодио у потиљак и епископ Иринеј је пао на земљу. Ђакон Ружић је скочио преко њега и покушао је да га заштити својим телом, док је свештеник Миленко Цвејанов из Сивца покушавао да заустави нападаче, али је и он пао услед неколико убода ножем.

#### Римокатоличка црква арханђела Михаила у Оџацима
Римокатоличка црква Св. Архангела Миховила у Оџацима грађена је у периоду од 1818 до 1821. године на месту старије цркве из 1764. године. Њен главни извођач је био зидар Јохан Шмаус из Апатина. Посебно се истиче и њена декоративна главна фасада са три торња, средњим вишим од бочних, и класицистички решеним средишњим делом, где се над главним улазом налази запис на латинском језику о посвети храма арханђелу Михаилу, којим се грађевина датује у 1821. Обележје историцизма грађевини дају мотиви грчке и египатске орнаментике. Унутрашњост светилишта и бочних просторија уз њега, хор, олтари и предикаоница, су архитектонски и скулпторски раскошно обрађени. Поред слободних скулптура, уз светилиште су изведене бојене и позлаћене рељефне представе у дрвету на предикаоници и на балкону хора. Богату унутрашњу декорацију између осталог краси олтарна слика Св. Миховила како пробада сотону, рад Јожефа Пешкија из 1834. године. По лепоти истиче се и слика Светог Тројства, рад мајстора Полака, која је иначе копија по Рубенсу. Унутрашња зидна декорација укључујући и слике светлих, живих боја, настала је крајем 20. века. Прозори су украшени витражима. Највеће оргуље које је Кашпар Фишер направио налазе се у Оџацима у овој цркви и једине су оргуље овог уметника које су остале читаве у Бачкој.
Године 1970. црква је стављена под заштиту државе као споменик културе од великог значаја.

#### Капела Светог Вендела
Поред цркава, на католичком гробљу се налази Капела Светог Вендела. Капела је првобитно подигнута 1776. године, а 1893. године је саграђена садашња капела. Ова капела сведочи о присуству немачког народа и културе у Војводини. Реновирана је 2004. године, а од 1970. године се налази под заштитом као споменик културе.

### Спомен-крст убијеним подунавским Швабама
Између Оџака и Бачког Грачаца 2011. године откривен је спомен-крст за 212 убијених подунавских Шваба. Стрељање су 25. новембра 1944. године извршили припадници партизанске војске. Тог дана су стрељани мушкарци из Филипова, данашњег Бачког Грачаца, а међу њима је било и малолетника. Испод крста су уклесана имена свих жртава које се налазе у три одвојене масовне гробнице. Партизани су ухапшене Немце поделили у три одвојене групе. Најпре је прва група ископала раку у којој су их стрељали, а потом их је земљом прекрила друга група. То се поновило и са другом и са трећом групом.

### Вила Ертл
Вилу Ертл је изградио Јохан Ертл као породичну кућу за становање почетком 20. века. Јохан Ертл постао је први председник одбора, а касније и власник 90% свих акција фабрике за прераду кудељних влакана основане 1907. године. Први званични назив је "Honi fonó és kötélverőgyár" (Фабрика кудељног влакна и канапа). Од 1955. године у њој се налази Техничка школа. Покрајинско извршно веће Војводине је обновило зграду 2004. године. Зграда је под заштитом државе.

### Дрворед платана, кестена и липе — споменик природе
Дрворед платана, кестена и липе, дуж саобраћајницу из Сомбора, 1978. године стављен је под заштиту државе. Дрворед платана, кестена и липе представља једино заштићено природно добро на територији Оџака.

## Партнерски градови
| Побратимске општине - Нашице – Република Хрватска - Ораховац – Република Србија - Бојник – Република Србија - / Петрово – Република Српска, БиХ | и општине - / Мосбург – Баварска, СР Немачка - Феричанци – Република Хрватска - Кула – Република Србија - Крагујевац – Република Србија |

## Познате личности
Неки од најпознатијих Оџачана су:
- Јохан Ертл
- Деже Громон
- Милка Гргурова-Алексић
- Атанасије Николић
- Јован Хаџић

| - Јован Берић (1786—1845), песник - Едуард Флоријан Бирли (мађ. Ede Flórián Birly; 1786—1854), лекар и научник - Јован Младеновић Субота (1790—1863), учитељ - Јован Хаџић (1799—1869), књижевник и политичар - Атанасије Николић (1803—1882), математичар и писац - Милка Гргурова (1840—1924), глумица - Ђена Павловић (1851—1901), песник и књижевник - Шаму Боровски (1860—1914), доктор филозофије - Рафаило Момчиловић (1875—1941), сликар - Прока Јовкић (1883—1915), песник - Бошко Перошевић (1956—2000), политичар - Иван Стојменовић (1957—2014), математичар - Деже Громон (мађ. Dezső Gromon; 1838—1912), политичар, посланик и државни секретар за одбрану - Јохан Ертл ( ; 1882—1922), посланик у савезном парламенту - Милета Лесковац (1924—2014), сценограф и сликар - Никола Масловара, стрипар, карикатуриста, сценариста, творац анимираних филмова, уредник, издавач и педагог ликовне културе | - Бранислав Јовин, архитекта - Драган Косовац (1952—2006), сликар - Карол Милослав Лехотски (слч. Karol Miloslav Lehotský; 1879—1929), сликар - Драган Паскаш, начелник Генералштаба ВСЦГ - Јарослав Супек (слч. Jaroslav Supek; 1952—2009), сликар - Јовица Станишић, српски обавештајац - Радомир З. Путник, писац - Александар Петојевић, декан Педагошког факултета у Сомбору - Роберт Цолић ( ), надбискуп - Ласло Немет (мађ. Németh László), бискуп - Ендре К. Грандпиере (мађ. Endre K. Grandpierre; 1916—2003), писац и историчар - Штефан Аугзбургер ( ; 1856—1893), песник и политичар - Слободан Тркуља, музичар - Фридрих Лоц (1890—1980), историчар - Леополд Херенчић, дизач тегова и бивши олимпијски рекордер - Мирољуб Петровић, публициста, инжењер геологије и доктор филозофије. |